# Exochus rectus
Exochus rectus là một loài tò vò trong họ Ichneumonidae.